# Площа жертв фашизму
Площа жертв фашизму (хорв. Trg žrtava fašizma) — одна з площ у центрі Загреба, столиці Хорватії.

## Історія
Площу передбачав містобудівний план 1923 року. Її було заплановано з чотирма навколишніми вулицями на місці колишнього ярмаркового майданчика на схід від вулиці Драшковича, зокрема як осереддя нової східної частини міста, що системно і планово забудовувалася у 20—30-х роках.
Квадратної форми площі надали чотири презентабельні житлові та частково комерційні будинки. Автомобільний та трамвайний рух відбувається проти годинникової стрілки з трамвайним кільцем по краю площі. В центрі площі знаходиться зелена зона з будівлею, що називається павільйон Мештровича, яка має кругове розташування з колонадою навколо обідка та низьким куполом. Павільйон постав 1938 року за проєктом Івана Мештровича. У 1941 році будівлю переобладнали під мечеть. Біля входу в павільйон було встановлено три мінарети та фонтани, спроєктовані архітектором Степаном Планичем. Мінарети було знесено 1948 року, а будівлю перетворено в 1949 році на Музей хорватської революції (у Другій світовій війні). На початку 1990-х будинок повернуто Хорватському товариству образотворчих митців і відновлено до початкового стану в 2003 році.
На північній стороні площі знаходиться діловий житловий будинок, створений архітектором Віктором Ковачичем 1922 року, тоді як вся південна сторона площі оточена великим п'ятиповерховим житлово-комерційним кварталом, побудованим у 1933 році як житловий будинок для Хорватської академії наук і мистецтв за проєктом архітекторів Едо Шена та Мілована Ковачевича. Пізніше там розміщувався студентський гуртожиток ім. Івана Мештровича.
Трамвайна лінія, яка йде від вулиці Рачкого та описує коло на площі, прямуючи до вулиці Звонимирової, стала до ладу 1935 року.

## Дотеперішні назви
Бувши однією з найвизначніших площ Загреба, вона часто змінювала назву відповідно до політичних обставин певного часу:
| Період    | Хорватська назва           | Переклад                   |
| --------- | -------------------------- | -------------------------- |
| До 1927   | Trg N                      | Площа N                    |
| 1927—1941 | Trg Petra I. osloboditelja | Площа Петра I визволителя  |
| 1941—1942 | Trg III                    | Площа №3                   |
| 1942—1946 | Trg bana Kulina            | Площа бана Куліна          |
| 1946—1990 | Trg žrtava fašizma         | Площа жертв фашизму        |
| 1990—2000 | Trg hrvatskih velikana     | Площа хорватських велетнів |
| Із 2001   | Trg žrtava fašizma         | Площа жертв фашизму        |